# 1880'erne
Århundreder: 18. århundrede – 19. århundrede – 20. århundrede
Årtier: 1830'erne 1840'erne 1850'erne 1860'erne 1870'erne – 1880'erne – 1890'erne 1900'erne 1910'erne 1920'erne 1930'erne
År: 1880 1881 1882 1883 1884 1885 1886 1887 1888 1889
Begivenheder
Personer